# Tantilla alticola
Tantilla alticola este o specie de șerpi din genul Tantilla, familia Colubridae, descrisă de Boulenger 1903. Conform Catalogue of Life specia Tantilla alticola nu are subspecii cunoscute.